# Dreamcatcher
Dreamcatcher (кор. 드림캐쳐, раніше відомі як Minx, стилізується як Dream Catcher; читається як Дрімкетчер) — південнокорейський жіночий гурт, що знаходиться під керівництвом Happy Face Entertainment. Гурт складається із 7 учасниць: Джію, Суа, Шійон, Хандон, Юхьон, Дамі і Ґахьон. Dreamcatcher дебютували 13 січня 2017 року із сингловим альбомом Nightmare. У 2014—2015 роках гурт був відомий під назвою Minx.

## Кар'єра

### 2014—2015: Дебют Minx

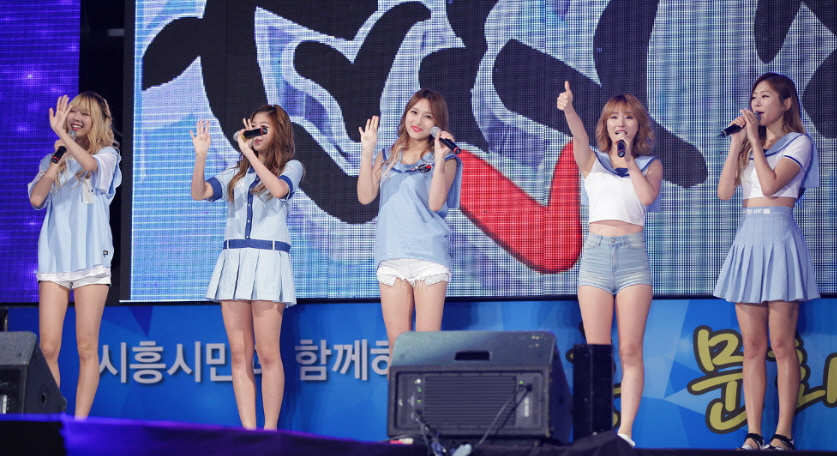
MINX на виступі в 2015 році

9 серпня 2014 Minx провели свій перший живий виступ на фестивалі Oak Valley Summertime, де виконали 2 оригінальні пісні «Action» і «Why Did You Come To My Home». 15 вересня компанія Happy Face Entertainment представила свій новий жіночий гурт. 18 вересня Minx випустили дебютний сингл під назвою «Why Did You Come to My Home». Minx офіційно дебютували 18 вересня на музичному шоу M Countdown. Просування завершилось 26 жовтня виступом на шоу Inkigayo.
У липні 2015 року випустили свій перший мініальбом Love Shake з однойменним головним синглом. Пісня є ремейком пісні «Love Shake» Dal Shabet з альбому Bang Bang. Того ж дня провели шоукейс альбому в сеульському клубі Ellui.

### 2016—2017: Повторний дебют як Dreamcatcher іPrequel
В листопаді 2016 року Happyface Entertainment оголосили, що Minx повторно дебютують як Dreamcatcher з двома новими учасницям: Хандон і Ґахьон. 13 січня 2017 року Dreamcatcher випустили свій дебютний сингл-альбом Nightmare з головною піснею «Chase Me». Група офіційно дебютувала на музичному шоу M Countdown 19 січня.
5 квітня Dreamcatcher випустили свій другий сингл-альбом Fall Asleep In The Mirror з головною піснею «Good Night».
27 липня група випустила свій перший мініальбом під назвою Prequel з головною піснею «Fly High». Альбом дебютував на 5 місці в чарті Billboard World Albums Chart та на 1 місці в чарті iTunes K-Pop Top 100 в США. 1 серпня Happyface Entertainment оголосили, що Dreamcatcher проведуть свій перший світовий тур після завершення просування альбому.
3 жовтня Happyface Entertainment оголосили, що Dreamcatcher приєднаються до шоу Mix Nine. Однак до 10 грудня 2017 Happyface Entertainment оголосили, що Джію, Шійон, Юхьон і Дамі покинуть шоу через конфлікт в розкладі з їх туром у Бразилії. 8 грудня Happyface Entertainment оголосили, що у співпраці з MyMusicTaste Dreamcatcher здійснять турне по 7 країнах Європи в лютому 2018 в рамках світового турне «Fly High». 28 грудня Happyface Entertainment оголосили, що гурт проведе зустріч з фанатами 13 січня 2018 року, аби відсвяткувати першу річницю свого дебюту з фанатами. 2 січня всі квитки на зустріч були розпродані за хвилину після початку продажів.
Ближче до кінця року Dreamcatcher отримали визнання музичних критиків зі всього світу за своє унікальне звучання, яке включало в себе вплив рок- та метал-музики. «Chase Me» посіла 19-те місце в рейтингу Billboard «Найкращі K-Pop пісні 2017 року: Вибір критиків». Dreamcatcher посіли 3-е місце у рейтингу найкращих нових виконавців K-Pop за версією Billboard у 2017 році.

### 2018—2019: Успіх, що зростає, перший світовий тур та міжнародне визнання
4 січня 2018 року Happyface Entertainment оголосили, що Dreamcatcher випустять новий цифровий сингл, присвячений шанувальникам на честь своєї першої річниці. Він написаний  Ollounder (오종훈) і Leez (이수민), які також є композиторами попередніх синглів Dreamcatcher «Chase Me» і «Good Night». Цифровий сингл «Full Moon» було випущено 12 січня разом з промо-відео.. Він досяг 16 місця в чарті Billboard World Digital Song Sales. 13 січня Dreamcatcher провели свою першу зустріч з фанатами на честь першої річниці в Mary Hall Grand Theatre в університеті Соґан, де гурт вперше виконав пісню «Full Moon».
У лютому Dreamcatcher стали першою жіночою K-pop групою, яка завершила турне по найбільших містах Європи. Європейська частина туру «Fly High World Tour» тривала з 14 по 25 лютого і охопила Лондон, Лісабон, Мадрид, Амстердам, Берлін, Варшаву та Париж.
10 березня Dreamcatcher провели свій перший сольний концерт у Сеулі під назвою «Welcome to the Dream World». На концерті група також оголосила офіційну назву свого фандому — «InSomnia». 
10 травня гурт Dreamcatcher випустили свій другий мініальбом Escape the Era. Версії Escape the Era Outside і Inside посіли відповідно перше і третє місця в альбомному чарті Hanteo, а також третє місце в чарті Gaon і перше місце в китайському чарті YinYueTai. Мініальбом дебютував на сьомому місці в чарті Billboard World Albums Chart .
21 червня Dreamcatcher провели концерт «Welcome to the Dream World in Taipei» на Тайвані, розпочавши свій другий світовий тур. 14 липня гурт гурт провів два концерти в Токіо, Японія, в рамках свого світового турне «Welcome to the Dream World. Наступного дня Dreamcatcher підписали контракт з японським лейблом Pony Canyon, дебютувавши в Японії восени.
27 липня Dreamcatcher розпочали латиноамериканську частину свого світового турне «Welcome to the Dream World». Тур тривав з 27 липня по 5 серпня, із зупинками в Буенос-Айресі, Сантьяго, Лімі, Боготі та Панамі. 12 серпня Dreamcatcher вперше виступили в США на фестивалі KCON 2018 в Лос-Анджелесі. 
Їхній третій мініальбом Alone in the City вийшов 20 вересня з головною піснею «What», яка поєднує в собі «симфонічні та рокові звуки». 5 жовтня було оголошено, що Dreamcatcher дебютують в Японії в листопаді з японською версією свого синглу «What», випуск якого заплановано на 21 листопада. 20 жовтня Юхьон дебютувала як модель на подіумі для BNB12 на Seoul Fashion Week 2019 S/S. 
13 лютого 2019 року Dreamcatcher випустили свій четвертий мініальбом «The End of Nightmare», який став заключною частиною серії «Nightmare». Того ж дня Happyface Entertainment оголосили, що змінили свою назву на Dreamcatcher Company як знак більшої підтримки Dreamcatcher. The End of Nightmare дебютував на шостому місці в чарті Billboard World Albums Chart.
З березня по травень 2019 року Dreamcatcher відправилися в азіатську частину свого туру «Invitation from Nightmare City», який мав проходити у Джакарті, Манілі, Сінгапурі, Сеулі та японських містах Токіо і Кобе. Однак, з невідомих причин, концерт у Джакарті був згодом скасований; натомість було проведено коротку зустріч із шанувальниками. У липні було оголошено про додаткові концерти в Мельбурні, Сіднеї та Куала-Лумпурі, які мали відбутися з кінця серпня до початку вересня. На жаль, концерт у Мельбурні був скасований за день до його початку через пожежу, що сталася у концертному залі. Концерти в Сіднеї та Куала-Лумпурі пройшли успішно.
11 вересня Dreamcatcher випустили свій перший японський студійний альбом під назвою The Beginning of The End, який включав японські версії більшості їхніх попередніх корейських синглів та три нові японські треки. Музичний кліп на головний сингл «Breaking Out» був випущений за два дні до виходу альбому.
Шійон посіла друге місце у вокальному конкурсі V-1, що транслювався на телеканалі tvN з 13 по 15 вересня.
18 вересня Dreamcatcher випустили спеціальний мініальбом Raid of Dream. Його головний сингл «Deja Vu», оркестрова рок-пісня, був випущений у співпраці з мобільною RPG King's Raid одночасно з японською версією пісні. Raid of Dream посів дев'яте місце в списку Billboard «25 найкращих K-pop альбомів 2019 року: вибір критиків».
Після промо-кампанії «Deja Vu» Dreamcatcher вирушили в європейську частину свого світового туру «Invitation from Nightmare City», який тривав з 24 жовтня по 7 листопада, відвідавши Лондон, Мілан, Берлін, Варшаву, Париж, Амстердам і Гельсінкі. Це був другий європейський тур гурту. Після цього, в рамках того ж світового туру, група також провела свій перший тур по США з 6 по 15 грудня, відвідавши Лос-Анджелес, Чикаго, Даллас, Орландо та Джерсі-Сіті. Хандон була відсутня як в європейському, так і в американському турах через невідомі на той час причини. Пізніше виявилося, що вона брала участь в шоу «Youth With You».

### 2020—2021: Тимчасова відсутність Хандон, трилогіяDystopiaта прорив
18 лютого Dreamcatcher випустили свій перший повноформатний корейський студійний альбом Dystopia: The Tree of Language, а також музичний кліп на пісню у стилі EDM-рок «Scream». Пізніше журнал Time назвав цей альбом одним із тих, що визначили рік K-pop у 2020 році, а також «найкращим релізом» Dreamcatcher.  Він посів 15-те місце в рейтингу New Musical Express «25 найкращих азіатських альбомів 2020 року». «Scream» також посіла 6-те місце в рейтингу Dazed «40 найкращих K-pop пісень 2020 року»[80] та 32-ге місце в рейтингу  Paper «40 найкращих K-pop пісень 2020 року». 
Третій японський сингл Dreamcatcher, «Endless Night», вийшов 11 березня після того, як тижнем раніше на YouTube-каналі Pony Canyon було опубліковано його офіційний музичний кліп. 
12 березня Dreamcatcher оголосили про підтримку участі Хандон в китайському шоу «Youth With You».
З 20 березня Dreamcatcher провели двотижневу промо-кампанію «Scream» з «Black or White» — піснею, натхненною творчістю Майкла Джексона, з їхнього першого студійного альбому.
В рамках співпраці з MyMusicTaste, 4 липня Dreamcatcher виступили з концертом у складі шести учасниць під назвою «Global Streaming Into The Night & Dystopia» — перший онлайн-концерт групи для глобальної аудиторії. 8 липня Шійон випустила саундтрек «Good Sera» для дорами «Memorials», другий після пісні «Two of Us» в рамкаї її співпраці для Love & Secret у 2014 році.
15 липня Dreamcatcher випустили епічну оркестрову рок-пісню «R.o.S.E BLUE» — саундтрек до мобільної гри Girl Cafe Gun. 
17 серпня Dreamcatcher випустили свій п'ятий мініальбом Dystopia: Lose Myself, другий випуск серії «Dystopia», який став їхнім найпродаванішим альбомом на той час з великим відривом, а також їхнім першим релізом, який перевищив 100 000 продажів. Головний сингл «Boca», що означає «рот» іспанською мовою, — це рок-пісня в стилі мумбатон, яка застерігає від необдуманих слів, що можуть образити інших.
16 жовтня, після того як повернення з Китаю було затримано через обставини, пов'язані з пандемією COVID-19, Хандон офіційно повернулася до групи, випустивши 19 жовтня свою дебютну сольну пісню «First Light of Dawn».
7 листопада Dreamcatcher провели свій другий онлайн-концерт під назвою «Dystopia: Seven Spirits» — перший сольний концерт групи після повернення Хандон.
9 листопада Dreamcatcher офіційно приєдналися до соціальної мережі Weverse. 20 листопада Dreamcatcher випустили свій четвертий японський сингл «No More». 21 листопада Шійон випустила свій третій саундтрек «No Mind» для дорами «Get Revenge».  27 листопада Dreamcatcher оголосили, що вони виконають опенінг до аніме-серіалу «King's Raid: Successors of the Will» під назвою «Eclipse» , що стало їхньою другою співпрацею з франшизою «King's Raid» після «Deja Vu».
26 січня 2021 року Dreamcatcher повернулися на сцену з шостим мініальбомом і останньою частиною серії «Dystopia» під назвою «Dystopia: Road to Utopia» з головною піснею у стилі ню-метал «Odd Eye».
26-27 березня Dreamcatcher провели онлайн-концерт під назвою «Crossroads», який складався з двох частин, де перший день під назвою «Utopia» був присвячений акустичним композиціям, а другий день під назвою «Dystopia» — перформансам.
14 травня Дамі та Шійон випустили саундтрек «Shadow» до дорами «Dark Hole» у двох версіях. 5 липня Суа була підвищена до статусу постійної гості радіошоу Венді Youngstreet на SBS Power FM, після того як з травня вона була гостею у вівторок. 25 липня Дамі взяла участь у записі пісні «BUFFALO».
30 липня Dreamcatcher повернулися на сцену зі спеціальним мініальбомом Summer Holiday.
31 серпня закінчився контракт Dreamcatcher з японським менеджментом Pony Canyon.
15 жовтня Dreamcatcher повернулися на сцену JUMF вдруге після виступу в 2017 році. Ґахьон також була призначена ведучою заходу.
30 жовтня Dreamcatcher провели свій четвертий онлайн-концерт під назвою «Halloween Midnight Circus».

## Інші проєкти

### Амбасадорство
11 травня 2017 року Dreamcatcher було призначено послами зі зв'язків з громадськістю провінції Канвон, яка приймала Зимові Олімпійські ігри 2018.
28 квітня 2018 року Dreamcatcher було призначено послами зі зв'язків з громадськістю з питань захисту авторських прав для останньої кампанії Microsoft з комерціалізації технології безпеки блокчейну та захисту авторських прав.

## Учасниці
| Сценічне ім'я | Сценічне ім'я | Сценічне ім'я | Справжнє ім'я     | Справжнє ім'я | Справжнє ім'я | Дата народження            | Позиція в гурті                                    |
| Українською   | Латиницею     | Хангилем      | Українською       | Латиницею     | Хангиль/Ханча | Дата народження            | Позиція в гурті                                    |
| ------------- | ------------- | ------------- | ----------------- | ------------- | ------------- | -------------------------- | -------------------------------------------------- |
| Джію          | JiU           | 지유          | Кім Мінджі        | Kim Minji     | 김민지        | 17 травня 1994 (31 рік)    | Лідерка, провідна танцюристка, провідна вокалістка |
| Суа           | SuA           | 수아          | Кім Бора          | Kim Bora      | 김보라        | 10 серпня 1994 (31 рік)    | Головна танцюристка, провідна реперка, вокалістка  |
| Шійон         | Siyeon        | 시연          | Лі Шійон          | Lee Siyeon    | 이시연        | 1 жовтня 1995 (29 років)   | Головна вокалістка                                 |
| Хандон        | Handong       | 한동          | Хань Дон/Хань Дун | Han Dong      | 韓東          | 26 березня 1996 (29 років) | Вокалістка                                         |
| Юхьон         | Yoohyeon      | 유현          | Кім Юхьон         | Kim Yoohyeon  | 김유현        | 7 січня 1997 (28 років)    | Провідна вокалістка                                |
| Дамі          | Dami          | 다미          | Лі Юбін           | Lee Yubin     | 이유빈        | 7 березня 1997 (28 років)  | Головна реперка, провідна танцюристка, вокалістка  |
| Ґахьон        | Gahyun        | 가현          | Лі Ґахьон         | Lee Gahyun    | 이가현        | 3 лютого 1999 (26 років)   | Провідна реперка, вокалістка, макне                |

## Дискографія
| Корейські альбоми - Dystopia: The Tree of Language (2020) - Apocalypse: Save Us (2022) | Японські альбоми - The Beginning of the End (2019) |

## Відеографія

### Музичні кліпи
| Рік          | Назва                                                 | Режисер(и)                              | Прим.           |
| Minx         | Minx                                                  | Minx                                    | Minx            |
| ------------ | ----------------------------------------------------- | --------------------------------------- | --------------- |
| 2014         | «Why Did You Come to My Home?»                        | Kim Se-hee (Korlio)                     | [ 88 ]          |
| 2014         | «Rockin' Around the Christmas Tree» (with Dal Shabet) | Невідомий                               | [ 89 ]          |
| 2015         | «Love Shake»                                          | Choi                                    | [ 91 ]          |
| Dreamcatcher |                                                       |                                         |                 |
| 2017         | «Chase Me»                                            | Digipedi                                | [ 93 ]          |
| 2017         | «Good Night»                                          | Digipedi                                | [ 94 ]          |
| 2017         | «Fly High»                                            | Yoo Sung-kyun (Sunny Visual Production) | [ 96 ]          |
| 2018         | «You and I»                                           | Yoo Sung-kyun (Sunny Visual Production) | [ 97 ]          |
| 2018         | «What»                                                | Yoo Sung-kyun (Sunny Visual Production) | [ 98 ]          |
| 2018         | «What» (Japanese ver.)                                | Yoo Sung-kyun (Sunny Visual Production) | [ 99 ]          |
| 2019         | «Piri»                                                | Hong Won-ki (Zanybros)                  | [ 100 ]         |
| 2019         | «Piri» (Japanese ver.)                                | Hong Won-ki (Zanybros)                  | [ 101 ]         |
| 2019         | «Breaking Out»                                        | Dari                                    | [ 102 ]         |
| 2019         | «Deja Vu»                                             | Yoo Sung-kyun (Sunny Visual Production) | [ 103 ]         |
| 2019         | «Deja Vu» (Moving Illustration)                       | Невідомий                               | [ 104 ]         |
| 2019         | «Deja Vu» (Japanese Ver.) (Moving Illustration)       | Невідомий                               | [ 105 ]         |
| 2020         | «Scream»                                              | Yoo Sung-Kyun (Sunny Visual Production) | [ 106 ]         |
| 2020         | «Endless Night»                                       | Wani                                    | [ 107 ]         |
| 2020         | «Sahara»                                              | Dreamcatcher                            | [ 108 ]         |
| 2020         | «Be the Future» (with Alexa and IN2IT)                | Jhyung Shim (Zanybros)                  | [ 109 ]         |
| 2020         | «R.o.S.E Blue»                                        | Невідомий                               | [ 110 ]         |
| 2020         | «Boca»                                                | Yoo Sung-Kyun (Sunny Visual Production) | [ 111 ]         |
| 2020         | «Break The Wall»                                      | Dreamcatcher                            | [ 112 ]         |
| 2020         | «No More»                                             | Pokage                                  | [ 113 ]         |
| 2021         | «Odd Eye»                                             | Yoo Sung-Kyun (Sunny Visual Production) | [ 114 ]         |
| 2021         | «Poison Love»                                         | Dreamcatcher                            | [ 115 ]         |
| 2021         | «Eclipse»                                             | Невідомий                               | [ 116 ]         |
| 2021         | «BEcause»                                             | Yoo Sung-Kyun (Sunny Visual Production) | [ 117 ]         |
| 2022         | «Maison»                                              | Yoo Sung-Kyun (Sunny Visual Production) | [ 118 ]         |
| 2022         | «Vision»                                              | Невідомий                               | [ 119 ]         |
| 2023         | «Reason»                                              | Невідомий                               | [ 120 ]         |
| 2023         | «Bonvoyage»                                           | Yoo Sung-Kyun (Sunny Visual Production) | [ 121 ]         |
| 2023         | «OOTD»                                                | Ziyong Kim (FantazyLab)                 | [ 122 ]         |
| 2024         | «The Curse of the Spider» (2024 Concert Ver.)         | Невідомий                               | [ 123 ]         |
| 2024         | «Justice»                                             | 88 Gymnastic Heroes                     | [ 124 ] [ 125 ] |

## Фільмографія

### Реаліті-шоу
| Рік  | Назва             | Нотатки                                                | Прим.   |
| ---- | ----------------- | ------------------------------------------------------ | ------- |
| 2021 | Dreamcatcher Mind | Серіал, випущений на YouTube каналі гурту; 10 епізодів | [ 126 ] |

### Телесеріали
| Рік  | Назва                         | Нотатки                | Прим.   |
| ---- | ----------------------------- | ---------------------- | ------- |
| 2020 | Цілодобовий магазин Сет Бьоль | Спеціальне камео Юхьон | [ 127 ] |

## Концерти

### Тури
- Dreamcatcher 1st Tour Fly High (2017—2018)
- Dreamcatcher Welcome to the Dream World (2018)
- Dreamcatcher Concert: Invitation from Nightmare City (2019)
- Dreamcatcher World Tour [Apocalypse: Save Us] (2022)
- Dreamcatcher World Tour [Apocalypse: Follow Us] (2022)
- Reason: Makes Dreamcatcher (2023)
- Dreamcatcher World Tour [Apocalypse: From Us] (2023)
- Luck Inside 7 Doors World Tour (2024)

### Спеціальні концерти
- Dreamcatcher 1st Concert — Fly High in Japan (2017)
- Dreamcatcher 1st Concert in Seoul — Welcome to the Dream World (2018)
- Dreamcatcher Concert: [Apocalypse: Broken Halloween] (2022)

### Онлайн концерти
- Dreamcatcher Concert Global Streaming Into the Night & Dystopia (2020)
- Dreamcatcher [Dystopia: Seven Spirits] (2020)
- Dreamcatcher Concert Crossroads: Part 1. Utopia & Part 2. Dystopia (2021)
- Dreamcatcher Online Concert: Halloween Midnight Circus (2021)

## Нагороди та номінації
| Рік  | Премія                         | Категорія                           | Результат | Прим.           |
| ---- | ------------------------------ | ----------------------------------- | --------- | --------------- |
| 2017 | Melon Music Award              | Best New Artist                     | Номінація | [ 128 ] [ 129 ] |
| 2017 | Mnet Asian Music Awards        | Best New Female Artist              | Номінація | [ 130 ] [ 131 ] |
| 2018 | Keum Yeong Star Awards         | Promising Idol                      | Перемога  | [ 132 ] [ 133 ] |
| 2018 | Korea Brand of the Year        | Female Idol of the Year             | Номінація | [ 134 ] [ 135 ] |
| 2020 | Soribada Best K-Music Awards   | Popularity Award                    | Номінація | [ 132 ] [ 133 ] |
| 2020 | Ten Asia Global Top Ten Awards | Best Artist — Taiwan                | Перемога  | [ 136 ]         |
| 2021 | Seoul Music Awards             | Main Award (Bonsang)                | Номінація | [ 137 ]         |
| 2021 | Seoul Music Awards             | K-wave Popularity Award             | Номінація | [ 137 ]         |
| 2021 | Seoul Music Awards             | Popularity Award                    | Номінація | [ 137 ]         |
| 2021 | Brand Customer Loyalty Awards  | Hot Trend Female Idol Group Award   | Номінація | [ 138 ]         |
| 2021 | Asia Artist Awards             | Female Idol Group Popularity Award  | Номінація | [ 139 ]         |
| 2022 | K Global Heart Dream Awards    | Best Music Video                    | Перемога  | [ 140 ]         |
| 2022 | 2022 MAMA Awards               | Worldwide Fans' Choice Top 10       | Номінація | [ 141 ]         |
| 2022 | Forbes Korea K-Pop Awards      | Best K-Pop Idol — Female            | Перемога  | [ 142 ]         |
| 2023 | Hanteo Music Awards            | Global Artist Award — North America | Перемога  | [ 143 ]         |
| 2023 | Forbes Korea K-Pop Awards      | Best K-Pop Idol — Female            | Перемога  | [ 144 ]         |
| 2023 | Asia Artist Awards             | Best Choice Award                   | Перемога  | [ 145 ]         |